# Wola Studzieńska
Wola Studzieńska (dawn. Wola Studziańska) – wieś w Polsce położona w województwie lubelskim, w powiecie janowskim, w gminie Batorz.
W latach 1975–1998 miejscowość administracyjnie należała do województwa tarnobrzeskiego. Wieś jest sołectwem. Według Narodowego Spisu Powszechnego (III 2011 r.) liczyła 83 mieszkańców i była najmniejszą miejscowością gminy Batorz.